# Jardín Botánico de la Universidad de Lund
El Jardín Botánico de la Universidad de Lund (en sueco: Botaniska trädgården, Lunds Universitet) es un invernadero y jardín botánico de 8 hectáreas de extensión, que se encuentra en Lund, Suecia, estando administrado por la Universidad de Lund.
El código de reconocimiento internacional del "Botaniska trädgården, Lund" como miembro del "Botanic Gardens Conservation Internacional" (BGCI), así como las siglas de su herbario es LD.

## Localización
Botaniska trädgården, Lund, Lunds universitet, Östra Vallgatan 20, Lund, Skåne S-22361 Sverige-Suecia
Planos y vistas satelitales.55°42′14″N 13°12′10″E / 55.70389, 13.20278
El jardín está permanentemente abierto al público, libre de tarifas de acceso.

## Historia
El jardín de la universidad existe desde el año 1690, entonces enfrente de la actual ubicación del edificio principal de la Universidad de Lund. 
En el año 1860 el jardín estaba saturado de plantas y con falta de espacio, por lo que el jardín botánico de Lund fue trasladado en 1862 al actual emplazamiento a lo largo de  "Östra Vallgatan".
Fue Jakob Georg Agardh quién fue nombrado para establecer los planos de este nuevo jardín, así como los de su nuevo invernadero. 
En 1913, fue construido el museo botánico de Lund por el arquitecto Theodor Wåhlin.
En 1974 el jardín adquirió el reconocimiento de "Hito Histórico Nacional".

## Museo botánico

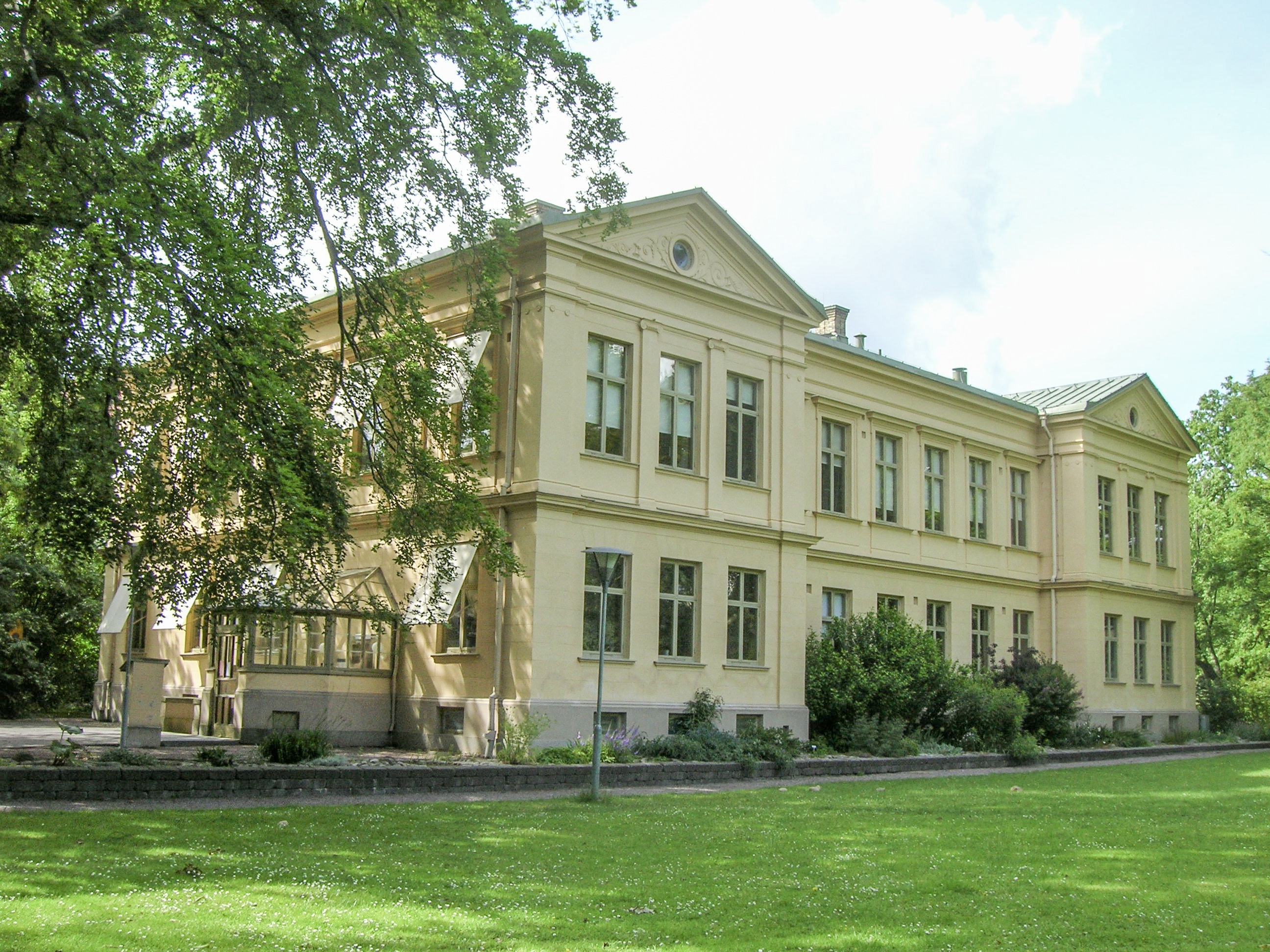
Villa en el jardín botánico

El museo botánico tiene por origen, al igual que el museo histórico de Lund y el museo zoológico de Lund, al gabinete de curiosidades creado por Kilian Stobaeus y  donado a la universidad de Lund en 1735.
La colección, muy heteróclita, fue separada en estos tres distintos museos en 1805.
El museo botánico especialmente fue enriquecido por la colección de algas de Jakob Georg Agardh, y las colecciones de plantas vasculares de Anders Jahan Retzius y Erik Acharius.
En nuestros días la colección alberga 2.5 millones de ejemplares, de los cuales 102000 son algas, lo que la convierte en la colección de algas más importante del mundo.
El museo no se encuentra abierto al público, está dedicado solamente para la investigación.

## Colecciones

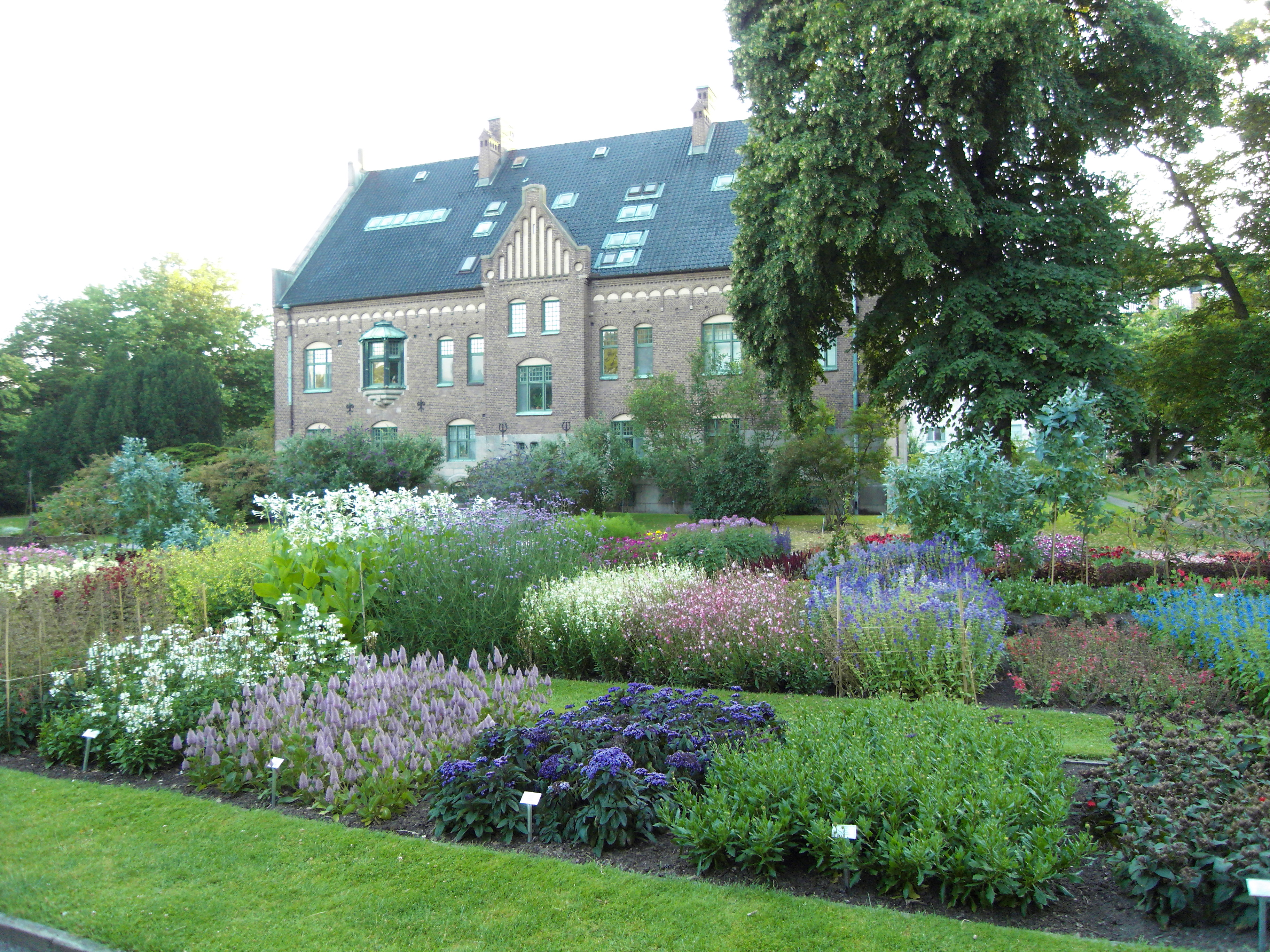
Flores y hierbas aromáticas

El jardín botánico alberga unas 7000 especies de diferentes familias y géneros botánicos.
Diferentes árboles, arbustos, y plantas herbáceas que se mantienen con fines de investigación y docencia en la universidad. 
El invernadero con colecciones de plantas exóticas con las que se representan nueve zonas climáticas diferentes. 